# Vesicapalpus
Vesicapalpus is een geslacht van spinnen uit de familie hangmatspinnen (Linyphiidae). 

## Soorten
De volgende soorten zijn bij het geslacht ingedeeld:
- Vesicapalpus serranus Rodrigues & Ott, 2006
- Vesicapalpus simplex Millidge, 1991